# 주워싱턴 홍콩 경제무역대표부
주워싱턴 홍콩 경제무역대표부(중국어: 香港駐華盛頓經濟貿易辦事處, 영어: Hong Kong Economic and Trade Office (Washington, D.C.), 준말: HKETO (Washington, D.C.))는 중화인민공화국 홍콩 특별행정구 정부가 미국 워싱턴 D.C.에 설치한 홍콩 경제무역대표부이다.
홍콩 특별행정구 정부가 미국에 설립한 대표부 가운데 한 곳이며 1987년에 설립되었다. 미국 워싱턴 D.C.를 관할한다. 대표부는 워싱턴 D.C. 노스웨스트구 18번가 1520번지에 위치하고 있다.
대표부는 홍콩과의 양자 무역 및 투자를 촉진하고 비즈니스 공동체 및 홍보 기관에 홍콩의 중요한 발전 사항을 알린다. 또한 관련 국가의 조직과 공식 방문, 세미나 및 연락 이벤트를 조직하고 홍콩 및 중국 대륙에서 비즈니스 기회를 찾는 이들 국가의 투자자를 지원하는 허브 역할을 한다. 대표부는 경제, 무역, 투자, 관광 및 문화 교류와 같은 다양한 분야에서 미국과 홍콩 간의 상호 협력을 촉진한다. 또한 미국 기업이 홍콩에 투자하고 비즈니스를 수행하는 데 도움을 준다. 미국의 나머지 지역은 주뉴욕 홍콩 경제무역대표부, 주샌프란시스코 홍콩 경제무역대표부에서 관할한다.

## 역대 대표
1. 딕선인 (중국어: 翟信賢, 임기: 1996년 ~ 2001년)
2. 자우탕와 (중국어: 邱騰華, 임기: 2001년 ~ 2004년)
3. 퐁선만 (중국어: 方舜文, 임기: 2004년 ~ 2006년)
4. 막닥와이 (중국어: 麥德偉, 임기: 2006년 ~ 2010년)
5. 소우직렁 (중국어: 蘇植良, 임기: 2011년 ~ 2015년)
6. 로긴와이 (중국어: 羅建偉, 임기: 2017년 ~ 2019년)
7. 하궉풍 (중국어: 夏國鋒, 임기: 2019년 ~ 2022년)
8. 웡히우풍 (중국어: 黃曉峯, 임기: 2022년 ~ 현재)

## 같이 보기
- 홍콩 경제무역대표부